# مداي

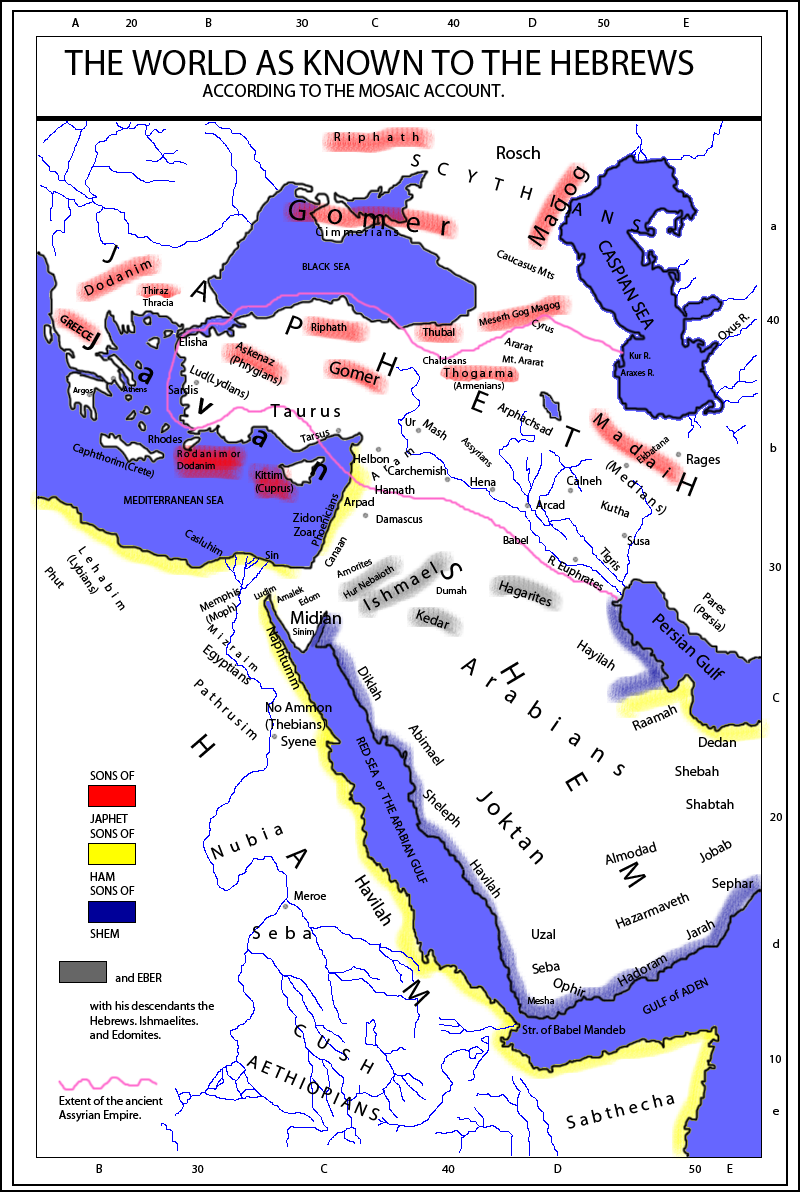
العالم المعروف للعبرانيين.

مداي بن يافث هو أحد أحفاد نوح الستة عشر المذكورين في سفر التكوين. ربط علماء الكتاب المقدس مداي مع الميديين الإيرانيين، ويُعتقد يوسيفوس فلافيوس أن معظمهم من ذريته. وقد اقترح بعض العلماء في الآونة الحديثة أيضا احتمال علاقة مداي بمملكة ميتاني، والمانيين.
وفقًا لكتاب اليوبيلات (10: 50-51)، تزوج ماداي من ابنة سام، وكان يفضل العيش بين نسل سام، بدلاً من أن يسكن في ميراث يافث المخصص وراء البحر الأسود؛ لذلك توسل أبناء سام: عيلام، وآشور وآرفخشذ، حتى أعطوه في النهاية الأرض التي سميت باسمه.
مداي هو أيضا اسم الجد المؤله لشعب كاتشين في ميانمار، وفقا لدين كاتشين الأصلي.   